# Léon Defosset
Léon Joseph Ghislain Defosset (Leignon, 13 maart 1925 - Sint-Lambrechts-Woluwe, 25 september 1991) was een Belgisch politicus, burgemeester en minister voor het FDF.

## Levensloop
Na zijn lagere studies in Ciney en zijn middelbare studies aan het Atheneum van Namen ging Defosset rechten studeren aan de ULB, waar hij in 1949 het diploma van doctor in de rechten behaalde. Tijdens zijn studententijd was hij actief in Waalsgezinde en communistische studentenkringen. Om zijn studies te financieren, werkte Defosset als redacteur op het kabinet van de communistische minister van Wederopbouw Jean Terfve. Van 1945 tot 1946 was hij eveneens politiek secretaris van de PCB-afdeling in Leignon en zetelde hij in het federaal comité van de communistische federatie in het arrondissement Dinant. In 1946 zegde hij zijn functies binnen de PCB op na een conflict met de partijleiding in Dinant. Na het voltooien van zijn universitaire studies werd Defosset in 1949 advocaat aan de Balie van Brussel, een beroep dat hij vanaf 1950 uitoefende aan het Hof van Beroep in Brussel.
In 1961 trad hij als militant van de Waalse Beweging toe tot de Mouvement populaire wallon en werd direct ondervoorzitter van de MPW-afdeling van het arrondissement Brussel. Van 1962 tot 1963 was hij secretaris van deze afdeling, waarna hij in 1963 voorzitter werd. In tussentijd werd hij ondervoorzitter van het federaal bureau van de MPW en in december 1962 woonde hij als vertegenwoordiger van de provincie Brabant het tweede congres van de MPW bij. Ook was hij van 1963 tot 1964 lid van het  Comité Exécutif de Wallonie en werd hij lid van het Comité central d’Action wallonne de Bruxelles en van het Ligue wallonne de l’agglomération de Bruxelles. Als lid van het comité van het Front de Défense de Bruxelles lag hij in 1964 mee aan de basis van de francofone partij FDF.
Voor het FDF werd Defosset in 1965 verkozen tot lid van de Kamer van volksvertegenwoordigers voor het arrondissement Brussel, een functie die hij uitoefende tot aan zijn overlijden in 1991. Hij verdedigde er de belangen van de Franstaligen, met name in Brussel, Voeren en de Brusselse Rand en ijverde voor een sterkere vertegenwoordiging van de Franstaligen in instanties als luchtvaartmaatschappij Sabena, de Luchthaven van Zaventem en de overheidsdiensten. Ook was hij zeer actief in parlementaire discussies over de toepassing van de taalwetten en als voorstander van de taalvrijheid in juridische zaken eiste hij de aanhechting van de Brusselse randgemeenten bij de gerechtelijke kantons in de Brusselse agglomeratie. Als oud-weerstander in de Tweede Wereldoorlog, hij was actief in de clandestiene pers, verdedigde hij dan weer de rechten van oorlogsslachtoffers en wees hij elke vorm van amnestie voor collaborateurs af. 
In de Kamer was hij van 1965 tot 1977 tevens voorzitter van de FDF- en later de FDF-RW-fractie en in de legislatuur 1981-1985 maakte hij als secretaris deel uit van het bureau van de Kamer. Door het toen bestaande dubbelmandaat zetelde hij van 1971 tot 1980 eveneens in de Franse Cultuurraad en van 1980 tot 1991 in de Raad van de Franse Gemeenschap en van 1971 tot 1989 zetelde hij in de Brusselse Agglomeratieraad. In de Franse Cultuurraad was hij van 1971 tot 1977 voorzitter van de FDF-RW-fractie en van 1989 tot 1991 was hij secretaris van de Raad van de Franse Gemeenschap.
Nadat het FDF eind jaren 1960 in kartel was gegaan met het Rassemblement Wallon was Defosset van oktober 1972 tot oktober 1974 voorzitter van de overkoepelende FDF-RW-federatie. In januari 1975 volgde hij André Lagasse op als voorzitter van het FDF, een functie die hij uitoefende tot in april 1977. Op dat moment trad Defosset als minister van Posterijen, Telegrafie en Telefonie en Brusselse Zaken toe tot de regering-Tindemans IV. Hij oefende deze functies ook uit in de regering-Vanden Boeynants II, die in oktober 1978 tot stand kwam na de val van de regering-Tindemans over het Egmontpact, dat Defosset nog mee had onderhandeld. Na de totstandkoming van de regering-Martens I in april 1979 werd hij opnieuw minister van Brusselse Zaken en voorzitter van de Brusselse Gewestexecutieve. Zijn ministerschap liep ten einde in januari 1980, toen het FDF uit de regering moest vertrekken. 
Vanaf 1980 begon Defosset zich steeds minder thuis te voelen bij het FDF. Zo was hij niet eens met het hernieuwde kartel met het RW, dat in 1981 van start ging, en met het beleid van FDF-voorzitters Antoinette Spaak en Lucien Outers, dat in zijn ogen de partij irrelevant had gemaakt. In februari 1985 ging hij samen met 28 andere FDF-leden in op een oproep van het Brusselse PS-kopstuk Philippe Moureaux om een progressief front te vormen ter verdediging van de Brusselse belangen en verenigden ze zich in het Rassemblement Démocratique Bruxellois, dat uiteindelijk opging in de Parti Socialiste, de partij waarvoor Defosset de rest van zijn politieke carrière actief zou blijven.
Ondertussen was Defosset in 1970 verkozen tot gemeenteraadslid van Etterbeek, waar hij van 1971 tot aan zijn dood in 1991 burgemeester was. Het was de bedoeling dat hij in 1992 als burgemeester plaats zou maken voor Vincent De Wolf, maar zijn onverwachte overlijden in september 1991 vervroegde dit. Van 1981 tot 1991 was Defosset eveneens voorzitter van het Brussels regionaal comité van de Vereniging van Belgische Steden en Gemeenten.